# La Torture du Juif
La Torture du Juif est une fresque de 356 × 193 cm, peinte entre 1452 et 1466, par Piero della Francesca et ses aides, dans la chapelle principale de la basilique San Francesco d'Arezzo. Elle fait partie du cycle de fresques intitulée La Légende de la Vraie Croix.
Dans cette fresque en particulier, on reconnaît la main sèche et le graphisme de Giovanni da Piamonte, en particulier dans le traitement des boucles des cheveux, bien que la conception soit entièrement attribuable à Piero della Francesca.

## Origine de la scène
L'inspiration de cette fresque parmi les autres est le récit de l'invention de la Vraie Croix dans La Légende dorée de l'archevêque de Gênes Jacques de Voragine. Le récit est commencé vers 1260 et sera remanié jusqu'à sa mort en 1298.

### Récit de laLégende dorée
« Arrivée à Jérusalem, Hélène fit mander devant elle tous les savants juifs de la région. Et ceux-ci, effrayés, se disaient l’un à l’autre : « Pour quel motif la reine peut-elle bien nous avoir convoqués ? »
Alors l’un d’eux, nommé Judas, dit : « Je sais qu’elle veut apprendre de nous où se trouve le bois de la croix sur laquelle a été crucifié Jésus. Or mon aïeul Zachée a dit à mon père Simon, qui me l’a répété en mourant : « Mon fils, quand on t’interrogera sur la croix de Jésus, ne manque pas à révéler où elle se trouve, faute de quoi on te fera subir mille tourments ; et cependant ce jour-là sera la fin du règne des Juifs, et ceux-là régneront désormais qui adoreront la croix, car l’homme qu’on a crucifié était le Fils de Dieu ! » Et j’ai dit à mon père : « Mon père, si nos aïeux ont su que Jésus était le fils de Dieu, pourquoi l’ont-ils crucifié ? » Et mon père m’a répondu : « Le Seigneur sait que mon père Zachée s’est toujours refusé à approuver leur conduite. Ce sont les Pharisiens qui ont fait crucifier Jésus, parce qu’il dénonçait leurs vices. Et Jésus est ressuscité, le troisième jour, et est monté au ciel en présence de ses disciples. Et mon oncle Étienne a cru en lui ; ce pourquoi les Juifs, dans leur folie, l’ont lapidé. Vois donc, mon fils, à ne jamais blasphémer Jésus ni ses disciples ! » Ainsi parla Judas ; et les Juifs lui dirent : « Jamais nous n’avons entendu rien de pareil. » Mais lorsqu’ils se trouvèrent devant la reine, et que celle-ci leur demanda en quel lieu Jésus avait été crucifié, tous refusèrent de la renseigner : si bien qu’elle ordonna qu’ils fussent jetés au feu. Alors les Juifs, épouvantés, lui désignèrent Judas, en disant : « Princesse, cet homme-ci, fils d’un prophète, sait toutes choses mieux que nous, et te révélera ce que tu veux connaître ! » Alors la reine les congédia tous a l’exception de Judas, à qui elle dit : « Choisis entre la vie et la mort ! Si tu veux vivre, indique-moi le lieu qu’on appelle Golgotha, et dis-moi où je pourrai découvrir la croix du Christ ! » Judas lui répondit : « Comment le saurais-je, puisque deux cents ans se sont écoulés depuis lors, et qu’à ce moment je n’étais pas né ? » Et la reine : « Je te ferai mourir de faim, si tu ne veux pas me dire la vérité ! » Sur quoi elle fit jeter Judas dans un puits à sec, et défendit qu’on lui donnât aucune nourriture.

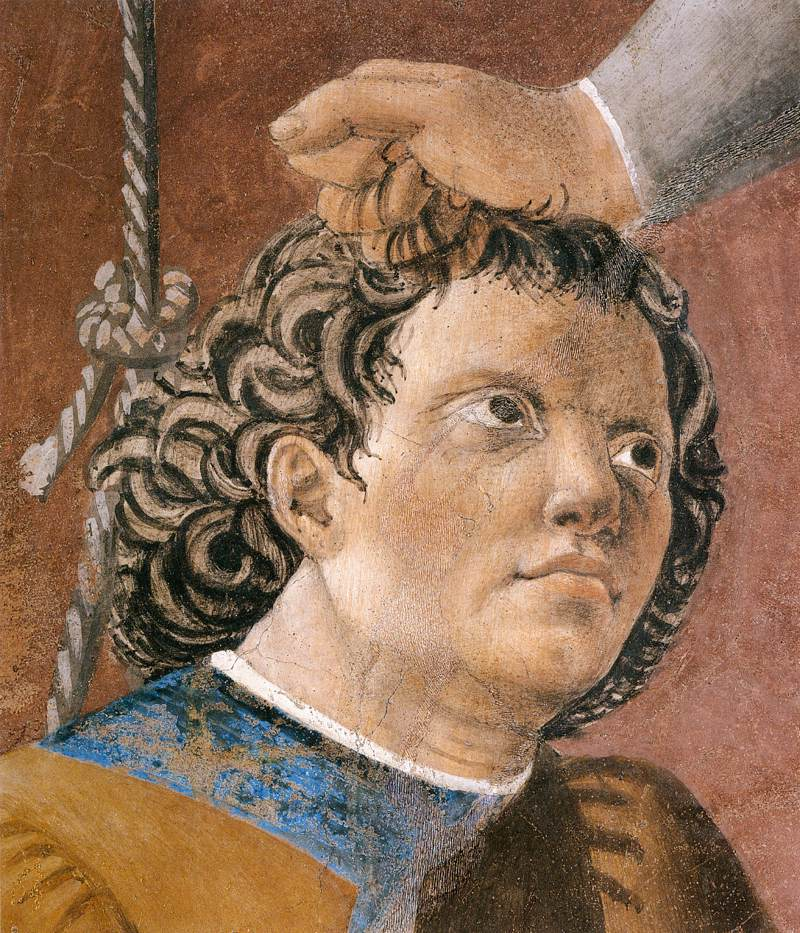
Tête du juif Judah ben Simeon saisi par les cheveux.

Le septième jour, Judas, épuisé par la faim, demanda à sortir du puits, promettant de révéler où était la croix. Et comme il arrivait à l’endroit ou elle était cachée, il sentit dans l’air un merveilleux parfum d’aromates ; de telle sorte que, stupéfait, il s’écria : « En vérité, Jésus, tu es le sauveur du monde ! »
Or, il y avait en ce lieu un temple de Vénus qu’avait fait construire l’empereur Adrien, de façon que quiconque y viendrait adorer le Christ parût en même temps adorer Vénus. Et, pour ce motif, les chrétiens avaient cessé de fréquenter ce lieu. Mais Hélène fit raser le temple ; après quoi Judas commença lui-même à fouiller le sol et découvrit, à vingt pas sous terre, trois croix qu’il fit aussitôt porter à la reine.
Restait seulement à reconnaître celle de ces croix où avait été attaché le Christ. On les posa toutes trois sur une grande place, et Judas, voyant passer le cadavre d’un jeune homme qu’on allait enterrer, arrêta le cortège, et mit sur le cadavre l’une des croix, puis une autre. Le cadavre restait toujours immobile. Alors Judas mit sur lui la troisième croix ; et aussitôt le mort revint à la vie. D’autres historiens racontent que c’est Macaire, évêque de Jérusalem, qui reconnut la vraie croix, en ravivant par elle une femme déjà presque morte. Et saint Ambroise affirme que Macaire reconnut la croix à l’inscription placée jadis par Pilate au-dessus d’elle.
Judas se fit ensuite baptiser, prit le nom de Cyriaque, et, à la mort de Macaire, fut ordonné évêque de Jérusalem. Or sainte Hélène, désirant avoir les clous qui avaient transpercé Jésus, demanda à l’évêque de les rechercher. Cyriaque se rendit de nouveau sur le Golgotha, et se mit en prière ; et aussitôt, étincelants comme de l’or, se montrèrent les clous, qu’il s’empressa de porter à la reine. Et celle-ci, s’agenouillant et baissant la tête, les adora pieusement.
Elle rapporta à son fils Constantin une partie de la croix, laissant l’autre partie dans l’endroit où elle l’avait trouvée. Elle donna également à son fils les clous, qui, d’après Grégoire de Tours, étaient au nombre de quatre. Deux de ces clous furent placés dans les freins dont Constantin se servait pour la guerre ; un troisième fut placé sur la statue de Constantin qui dominait la ville de Rome. Quant au quatrième, Hélène le jeta elle-même dans la mer Adriatique, qui jusqu’alors avait été un gouffre dangereux pour les navigateurs. Et c’est elle aussi qui ordonna qu’on fêtât tous les ans, en grande solennité, l’anniversaire de l’invention de la Sainte Croix.
Le saint évêque Cyriaque fut, plus tard, mis à mort par Julien l’Apostat, qui s’efforçait de détruire en tous lieux le signe de la croix. Julien, avant de partir pour la guerre contre les Perses, invita Cyriaque à sacrifier aux idoles ; et, sur son refus, il lui fit couper la main droite, en disant : « Cette main a écrit bien des lettres qui ont détourné plus d’une âme du culte des dieux ! » Mais l’évêque lui répondit : « Insensé, tu me rends là un précieux service ; car cette main était un scandale pour moi, ayant jadis écrit bien des lettres aux synagogues pour détourner les Juifs du culte du Christ. » Alors Julien lui fit verser dans la bouche du plomb fondu, et puis, l’ayant fait étendre sur un lit de fer, il fit jeter sur lui des charbons ardents mêlés de sel et de graisse. Cyriaque, cependant, restait inflexible. Et Julien lui dit : « Si tu ne veux pas sacrifier aux dieux, proclame du moins que tu n’es pas chrétien ! » Sur le refus de Cyriaque, il le fit jeter parmi des serpents venimeux ; mais aussitôt les serpents périrent, sans faire aucun mal à l’évêque. Julien le fit jeter dans une chaudière pleine d’huile bouillante ; et Cyriaque, au moment d’y entrer, pria Dieu de lui accorder le second baptême du martyre. Sur quoi Julien, exaspéré, ordonna qu’on lui perçât la poitrine à coups de glaive ; et c’est ainsi que le saint évêque rendit son âme à Dieu ».

## Description

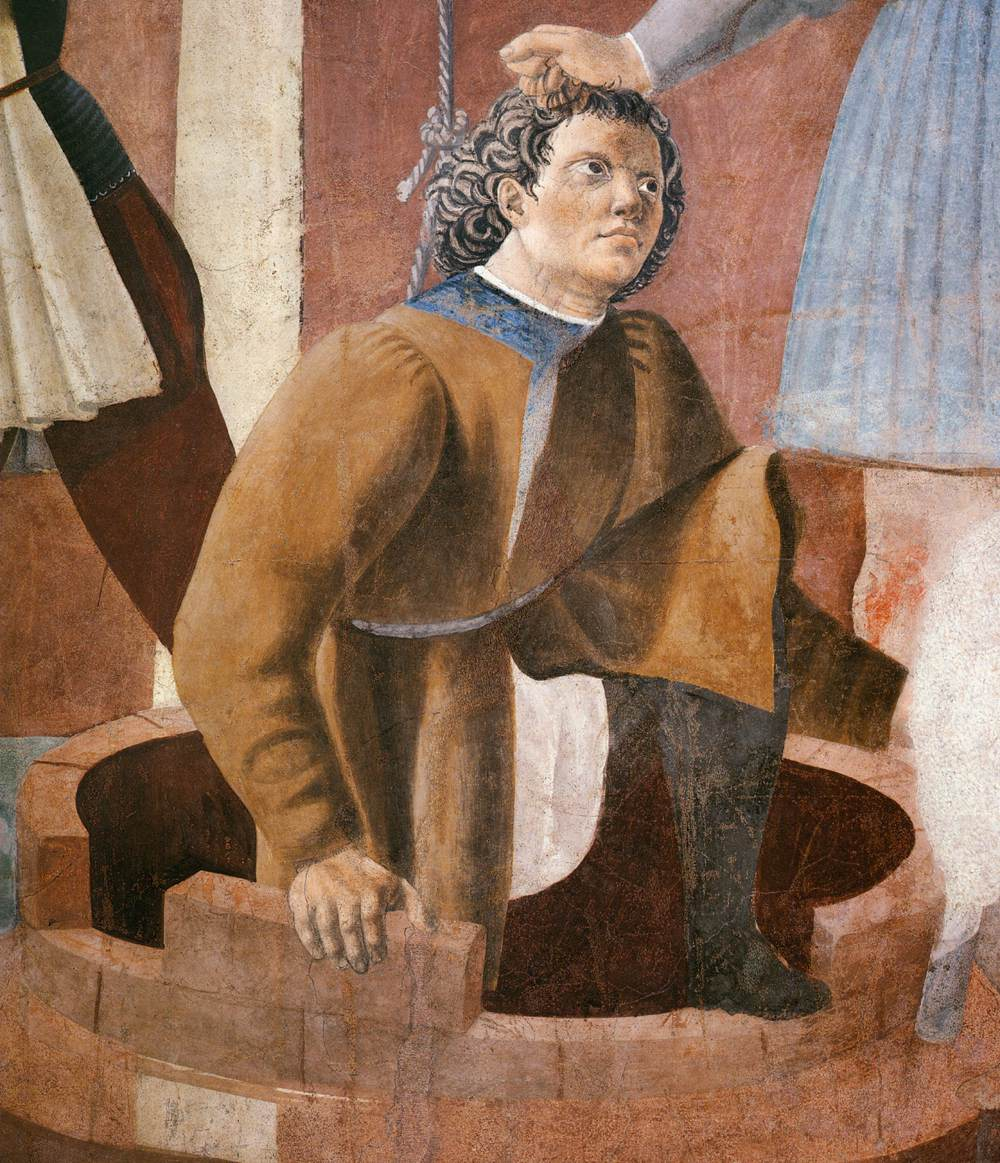
Rabbi Judah est extirpé du puits après une semaine de jeûne.

La scène qui fait pendant à l'Enlèvement de la Croix, sur la partie droite du mur, avec un jeu de lignes obliques similaire, se déroule lors du pèlerinage de l'impératrice sainte Hélène en Terre sainte et se prolonge dans la fresque adjacente avec la scène de la Découverte des trois croix et vérification de la Croix.
Après la victoire de son fils Constantin sur Maxence (voir la scène de la Bataille sur le mur opposé), grâce à la vision de la Croix du Christ, Hélène décide de se rendre en pèlerinage à Jérusalem pour trouver la précieuse relique et la relever. À Jérusalem, personne n'est au courant de l'endroit où a été enterrée la croix, à l'exception d'un Juif nommé Judah (une référence à Judas l'apôtre qui aurait trahi Jésus), un rabbin fils de Siméon et Anne, petit-fils de Zachée et arrière-petit-fils de Jude, frère de Jésus. Mais Judah refuse de révéler l'information demandée. Le rabbin est alors torturé, ficelé et descendu dans un puits d'où il ne pourra sortir que lorsqu'il sera disposé à parler.
La fresque montre l'instant précis de la libération de Juda, quand celui-ci est retiré du puits par deux ouvriers, à l'aide de cordes attachées à un treuil avec poulie, tandis qu'un officier le saisit avec mépris par les cheveux. Le sujet de la fresque a une forte connotation antijudaïque.
Le Juif conduit alors Hélène et sa suite au Temple de Vénus (fresque suivante) où sont déterrées les trois croix du Golgotha. Une seule possède des pouvoirs miraculeux qui ressuscite un mort, c'est la Vraie Croix du Christ.

## Style et composition

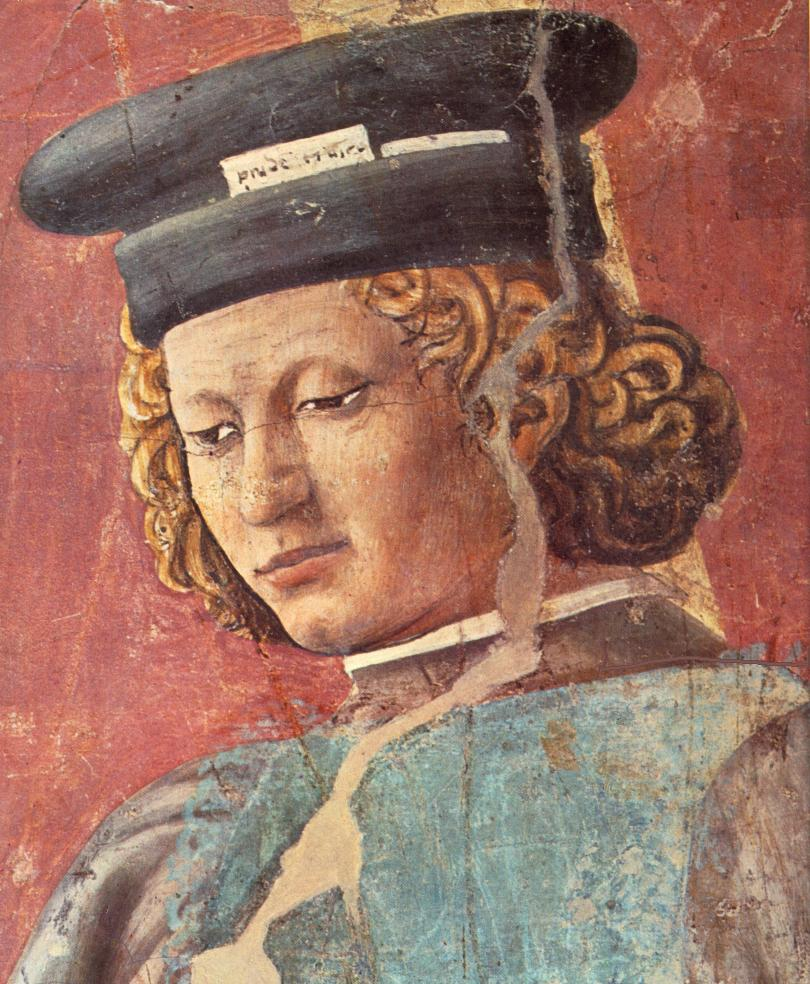
Tête de l'officier avec l'inscription sur son chapeau

La scène de La Torture du Juif est composée savamment, avec des couleurs qui mettent l'événement en valeur, par contraste, par rapport aux fresques voisines. Les vêtements des personnages sont du XVe siècle, et la veste noire d'un des ouvriers se retrouve aussi dans la scène de l'Enlèvement de la Croix. Le personnage de l'officier porte un chapeau sur lequel on peut lire l'inscription : Prude[ntia] vinco (Je te gagnerai avec sagesse).
Le bâtiment sur la gauche est relié dans l'angle avec la maison de la fresque contigüe, créant une sorte de bâtiment irrégulier unique. L'arrière-plan est simplifié, avec un mur plat de couleur rougeâtre avec créneaux perpendiculaires à l'œil de l'observateur, qui met en valeur les personnages du premier-plan, selon une technique de composition déjà expérimentée par Fra Angelico. Le ciel se dégage à l'horizon et est marbré de nuages produisant un clair-obscur selon le style typique de Piero della Francesca.

## Vie et mort de Judah saint Quiriace
À la suite du miracle du mort ressuscité, rabbi Judah se convertit au christianisme en étant baptisé par saint Macaire, évêque de Jérusalem, en présence d'Hélène,. Il prend le nom de « Kyriakos » (du grec « consacré au Seigneur »),, que l'on peut trouver sous les formes de Cyriacus, Quincus ou Ciriacus ou Ciriaco ou Quirico (en Sardaigne et en Espagne) ou Ceriàgo (en sarde) ou Ciriaco (en italien) ou Quiriace (à Provins). Le pape Sylvestre Ier le sacre évêque de Jérusalem en 327,. Selon la tradition hagiographique, en 363, l'empereur romain Julien aurait exigé du nouvel évêque qu'il sacrifie aux dieux païens. Devant son refus, il le torture longuement le 1er mai à Jérusalem ; le martyr est enterré au pied du Golgotha. En 418, l'impératrice Galla Placidia fait transférer le corps de Cyriaque de Palestine à Ancône, où il est encore déplacé en 1097 dans cette même ville dont il est devenu le patron, où ses reliques sont vénérées jusqu'à nos jours, le 4 mai. En 1209, le chevalier Milon de Bréban, seigneur de Chenoise, rapporte des croisades, à Provins, le crâne de saint Quiriace (ex Judah) trouvé en Palestine.

L'iconographie chrétienne s'inspire du thème de rabbi Judah devenu martyr chrétien.

Autres représentations du premier martyre de rabbi Judah de Jérusalem
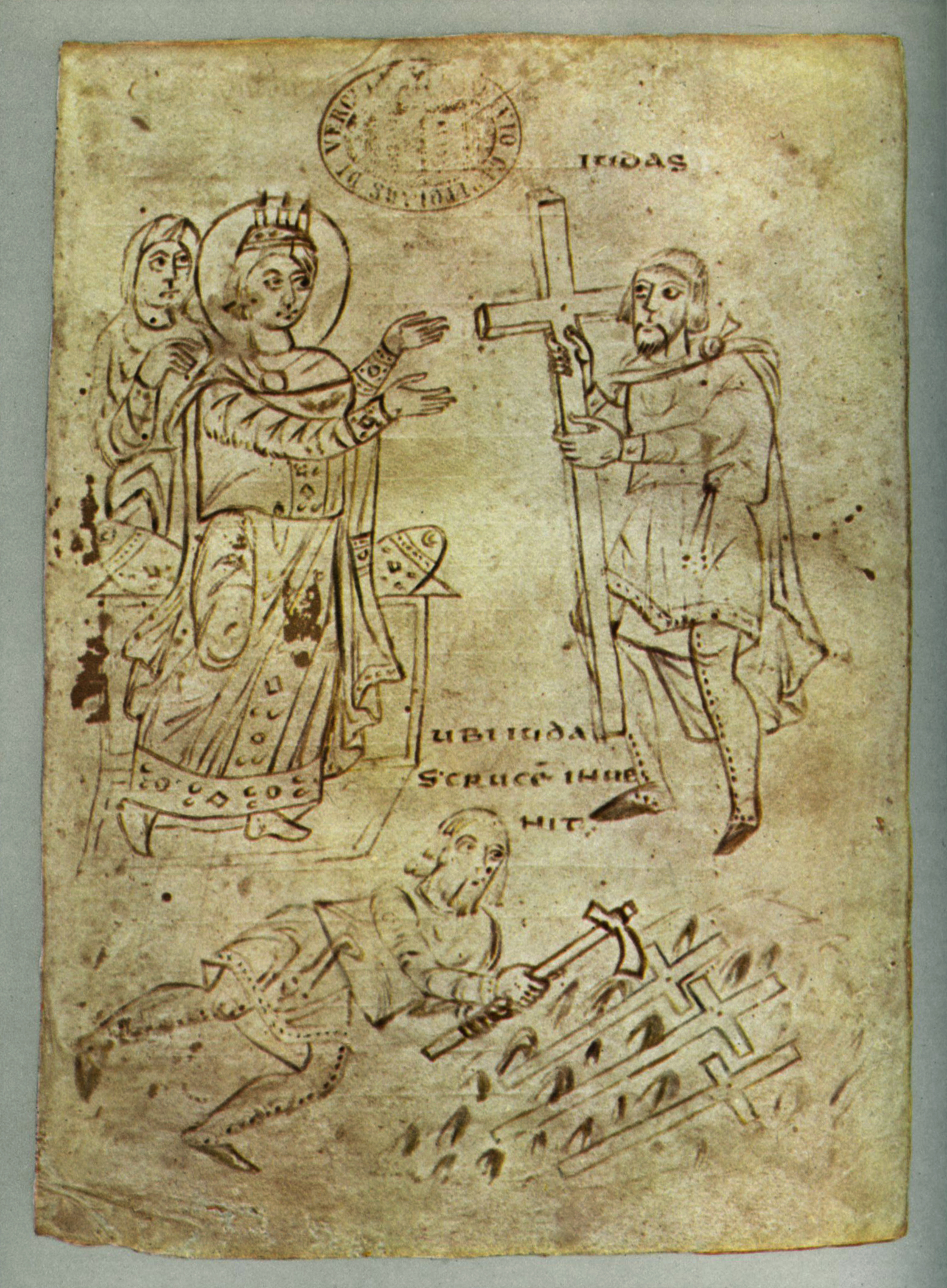
Judas ben Simeon déterrant puis présentant La Croix à l'impératrice Hélène, v. 825
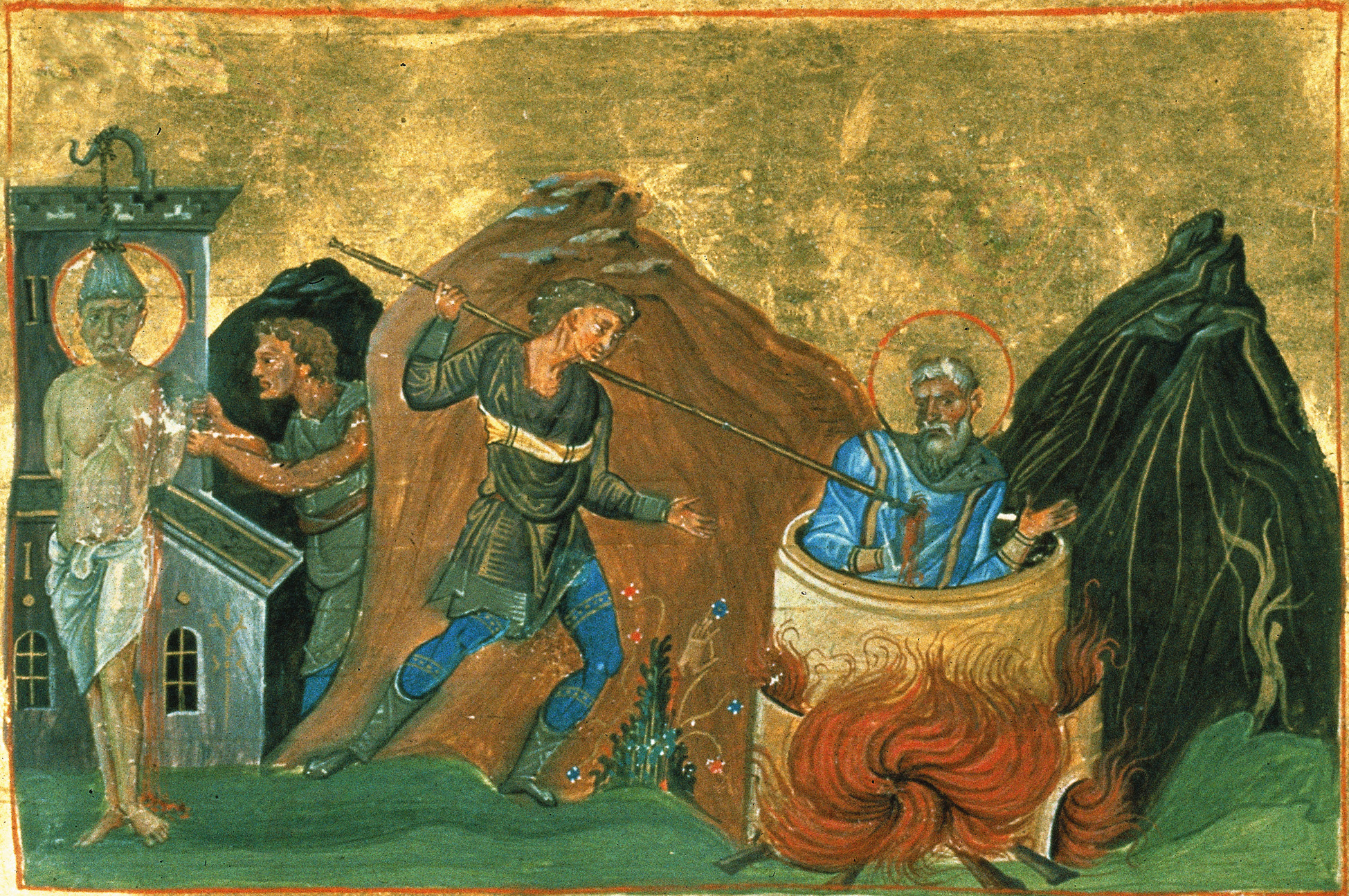
Martyre de saint Judah Quiriace, miniature du martyrologe de saint Basile, Xe-XIe
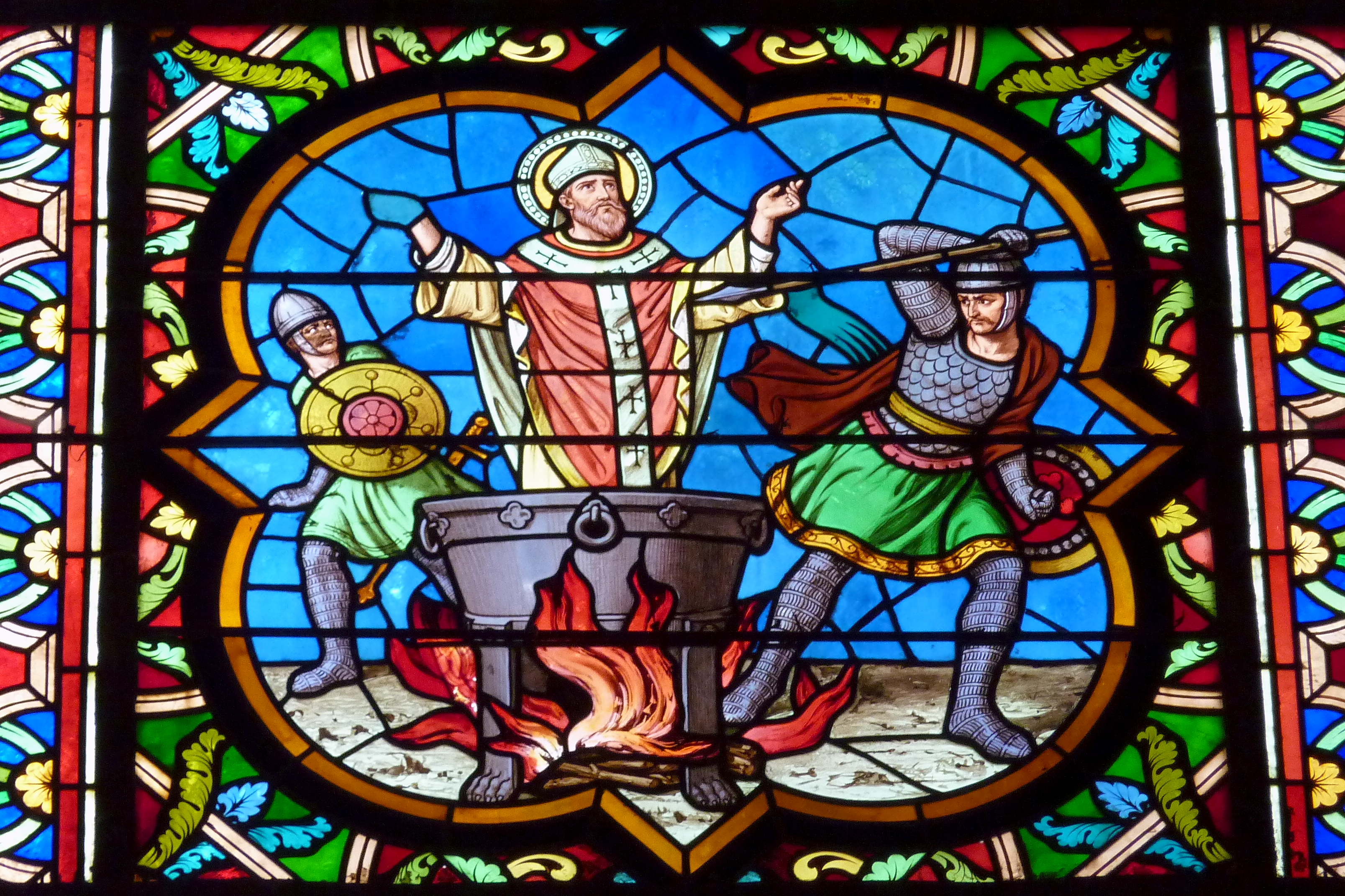
Vitrail du martyr de saint Guiriace, Provins
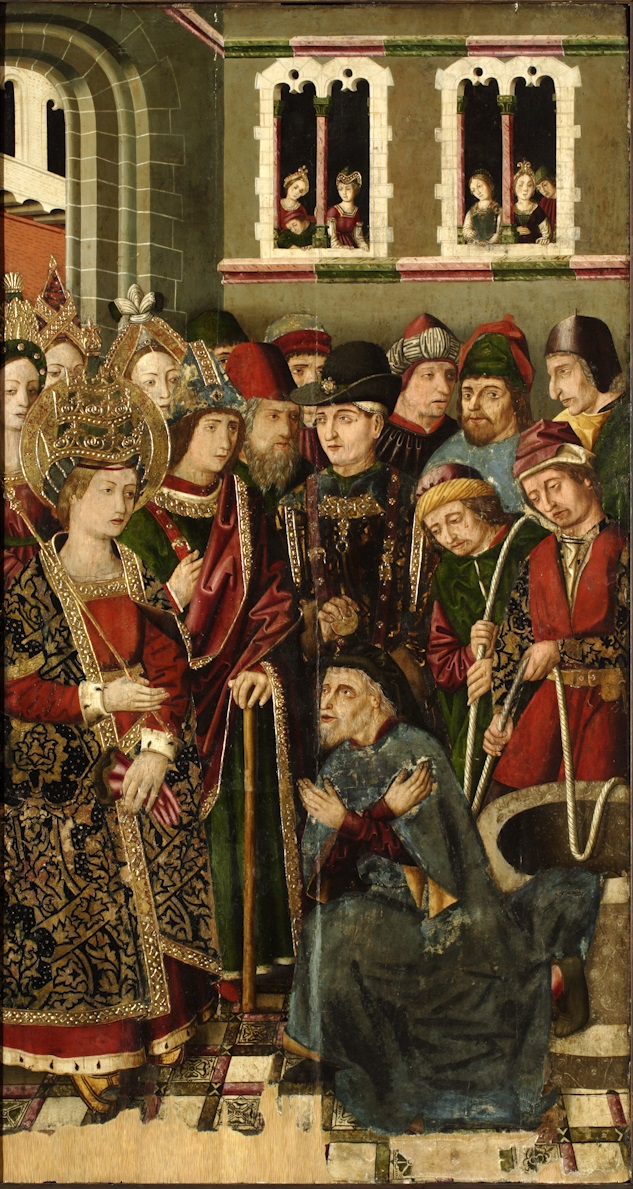
Confession du juif Judas par Miguel Ximenez (es), tableau composé peu d'années avant l'expulsion des Juifs d'Espagne : Sainte Hélène interrogeant Judas ben Simeon, Blesa, 1483-1487
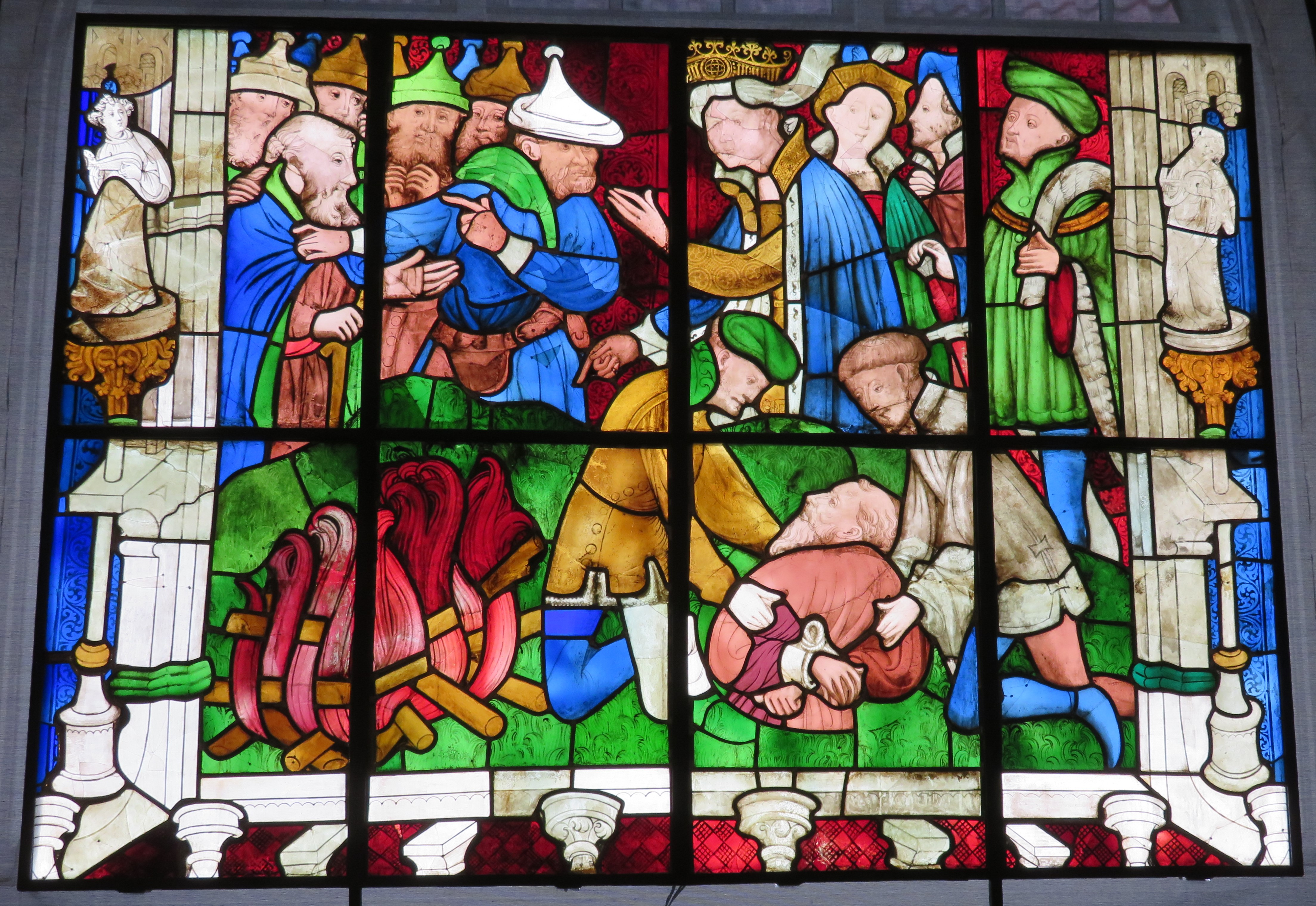
Vitrail du St.-Annen-Museum (de), Lübeck, anciennement de la Maria-Magdalen-Kirche (Burgkirche), montrant Hélène menaçant des Juifs portant le judenhut et rabbi Judah ligoté, XVe.